# Unión Democrática Murciana
Unión Democrática Murciana (UDM) fue un partido político español de ámbito local en la Región de Murcia. Su ideología era democristiana y centrista.

## Historia
El partido surge en 1976 como representación local en Murcia de Unión Democrática Española (UDE), siendo inscrito oficialmente como partido el 3 de marzo de 1977. Su líder fue Antonio Pérez Crespo mientras que sus representantes legales fueron Joaquín Esteban Mompeán y José Moreno Velasco, y entre los fines de UDM se encontraba la «institucionalización política, económica y administrativa de la región de Murcia mediante el reconocimiento de su personalidad».
En 1977 se acercó a las formaciones de centro, particularmente el Partido Demócrata Cristiano (PDC), y se presentó a las elecciones generales españolas de ese año como parte de Unión de Centro Democrático (UCD). En 1977 permitió que fueran elegidos 2 diputados de la UDM que formaban parte de la coalición de UCD (Joaquín Esteban Monpeán y Antonio Pérez Crespo), así como también José Martínez Garre fue elegido senador en representación de UDM.
Luego de su integración en UCD el partido dejó de tener actividad y su inscripción en el Registro de Partidos Políticos del Ministerio del Interior fue cancelada el 2 de noviembre de 1978.